# 엔트레나

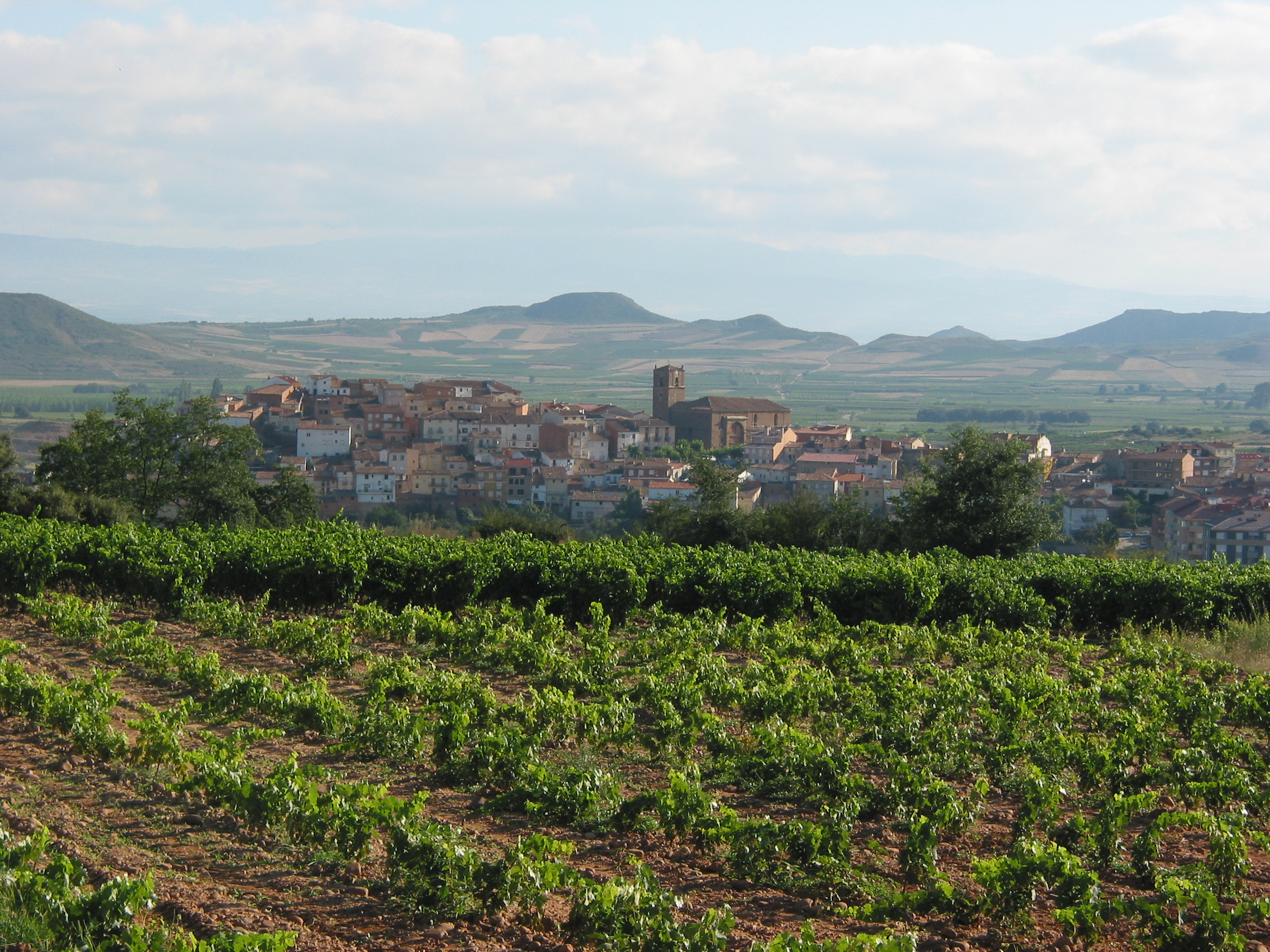
엔트레나에 있는 포도원의 모습

엔트레나(스페인어: Entrena)는 스페인 라리오하 지방의 주도인 로그로뇨 인근에 위치한 도시로, 인구는 1,488명(2009년 기준), 면적은 21.03km2이다.